# Dane Kelly
Pour les articles homonymes, voir Kelly.
Dane Kelly, né le 9 février 1991 dans la Paroisse de Sainte-Catherine, est un footballeur international jamaïcain qui joue au poste de buteur avec l'Independence de Charlotte en USL League One.

## Biographie

### En club
Avec le club du Battery de Charleston, il inscrit onze buts en 2013, puis dix buts en 2014, et onze buts en 2015.
En 2017, Kelly est meilleur buteur de la USL avec dix-huit buts, et se voit également élu meilleur joueur du championnat.

### En équipe nationale
Il joue son premier match en équipe de Jamaïque le 2 septembre 2017, en amical contre le Canada (défaite 2-0). Il inscrit son premier but le 30 janvier 2018, en amical contre la Corée du Sud (2-2). Toutefois, ce match n'est pas reconnu par la FIFA. Il marque son deuxième but le 14 octobre 2018, contre Bonaire, lors des éliminatoires de la Gold Cup 2019 (victoire 0-6).

## Palmarès
Tivoli Gardens
- Champion de Jamaïque en 2011
- Vainqueur de la Coupe de Jamaïque en 2011

 Battery de Charleston
- Vainqueur de la Coupe USL en 2012

 Rangers de Swope Park
- Finaliste de la Coupe USL en 2016